# Malte Hellerup
Malte Bluhm Hellerup (født 7. april 2004 i Aalborg) er en cykelrytter fra Danmark, der kører for ColoQuick.